# 기계적 중립
기계적 중립(영어: false balance->"거짓 균형")이란 편이 갈리는 사안에 대해 진정으로 어떤 것이 중립인지 따지지 않고 획일적으로 중간적 태도만을 고집하는 자세를 뜻한다. 기계적 공정주의라고도 한다.

## 같이 보기
- 중도주의
- 중용 (철학)
- 말굽 이론
- 언론의 객관성